# Christoph Eger
Christoph Eger (* 1967 in Oberhausen) ist ein deutscher Prähistorischer Archäologe, Hochschullehrer und Direktor des LVR-Römermuseums in Xanten.

## Werdegang
Eger studierte von 1987 bis 1993 Klassische Archäologie, Alte Geschichte und Vor- und Frühgeschichte an den Universitäten Bonn, Mainz und München und schloss sein Studium 1993 mit einem Magister Artium ab. Mit seiner Dissertation Die jüngere vorrömische Eisen- und römische Kaiserzeit im Luhetal (Lüneburger Heide) wurde er 1997 an der LMU in München promoviert. Von 1997 bis 1998 schloss sich ein Volontariat am Historischen Museum Bremerhaven an. Für 1998 und 1999 erhielt Eger ein RGK-Reisestipendium des Deutschen Archäologischen Instituts (DAI), für 1999 bis 2001 ein Postdoktoranden-Stipendium der Deutschen Forschungsgemeinschaft. Als Wissenschaftlicher Referent arbeitete Eger von 2001 bis 2006 am DAI, Abteilung Madrid. Von 2006 bis 2008 war er Forschungsstipendiat der Gerda-Henkel-Stiftung. 2009 erfolgte seine Habilitation an der LMU in München. Für die Jahre 2010 bis 2013 erhielt er ein Auslandsstipendium an der Orientabteilung des DAI. Seit dem Wintersemester 2013 ist Eger Privatdozent an der FU Berlin und vertrat 2010/11 den Lehrstuhl für Vor- und Frühgeschichte an der Universität des Saarlandes in Saarbrücken. Von 2013 bis 2015 war er Lehrkraft am Archäologischen Seminar der Georg-August-Universität Göttingen, Abteilung für Christliche Archäologie und Byzantinische Kunstgeschichte sowie von 2015 bis 2019 Wissenschaftlicher Referent am LVR-Archäologischen Park Xanten / LVR-RömerMuseum. 2019 übernahm er dort die Leitung des Museums.
Eger ist seit 2022 außerplanmäßiger Professor am Institut für Prähistorische Archäologie der FU Berlin.
Zu Egers Hauptforschungsgebieten zählen  die Spätantike in Nordafrika und Spanien, insbesondere die Westgotenzeit auf der Iberischen Halbinsel, das vandalenzeitliche Nordafrika sowie materielle Kulturen im spätantiken Mittelmeerraum, die jüngere vorrömische Eisen- und römische Kaiserzeit zwischen Rhein und Elbe, soziale Identitäten sowie Totenrituale in Spätantike und Frühmittelalter.

## Publikationen (in der Reihenfolge des Erscheinens)
Eger verfasste mehrere Monographien sowie über 100 Aufsätze und Rezensionen in nationalen und internationalen Fachzeitschriften sowie Stichwörter in Enzyklopädien (etwa im Lexikon für Theologie und Kirche und im Reallexikon der Germanischen Altertumskunde) und Objekttexte in Ausstellungskatalogen.
- mit Sabine Panzram und Markus Trunk (Hrsg.): Armee und Romanisierung. Hispanien und Germanien im Vergleich. Beiträge zur internationalen Tagung von „Toletum“, des Netzwerks zur Erforschung der Iberischen Halbinsel in der Antike, 7.–9. Oktober 2021, LVR-RömerMuseum im Archäologischen Park Xanten (= Xantener Berichte, Band 45). Nünnerich-Asmus, Oppenheim am Rhein [2024], ISBN 978-3-96176-245-3.
- (Hrsg.): Augusta Emerita. Roms Metropole in Spanien (Sonderausstellung 28.06.–3.11.24 LVR-RömerMuseum Xanten) (= Xantener Berichte Band 47). Nünnerich-Asmus, Oppenheim 2024, ISBN 978-3-96176-261-3.
- mit Valeri Yotov und Taxiarchis Kolias (Hrsg.): Swords in Byzantium (= Studia Militaria Balcanica II-1). Varna 2022.
- mit Jasper de Bruin, Michael Schmauder und Marenne Zandstra (Hrsg.): Niedergermanischer Limes / Neder-Germaanse Limes / Lower German Limes, Top 100 Funde / Vondsten / Finds. Nünnerich-Asmus, Oppenheim 2022, ISBN 978-3-96176-198-2.
- (Hrsg.): Warenwege – Warenflüsse. Handel, Logistik und Transport am römischen Niederrhein (= Xantener Bericht, Band 32). Nünnerich-Asmus, Mainz 2018, ISBN 978-3-96176-052-7.
- mit Michael Mackensen (Hrsg.): Death and Burial in the Near East from Roman to Islamic Times. Research in Syria, Lebanon, Jordan and Egypt (= Münchner Beiträge zur Provinzialrömischen Archäologie, Band 7). Dr. Ludwig Reichert Verlag, Wiesbaden 2018, ISBN 978-3-95490-317-7.
- mit Friederike Naumann-Steckner und Marcus Trier (Hrsg.): Goldenes Zeitalter – 100 Meisterwerke der Völkerwanderungszeit. Mit einem Beitrag von Gabriele Oepen-Domschky. Hirmer, München [2017].
- mit Otto Dickau (Hrsg.): Emscher – Beiträge zur Archäologie einer Flusslandschaft im Ruhrgebiet. Aschendorff, Münster 2014, ISBN 978-3-402-13071-1.
- Spätantikes Kleidungszubehör aus Nordafrika I. Die Funde der spätesten römischen Kaiserzeit und der vandalischen Zeit (um 400 bis mittleres 6. Jahrhundert (= Münchner Beiträge zur Provinzialrömischen Archäologie, Band 5). Dr. Ludwig Reichert Verlag, Wiesbaden  2012, ISBN 978-3-95490-658-1.
- Die jüngere vorrömische Eisen- und römische Kaiserzeit im Luhetal (Lüneburger Heide). Teil I: Text und Katalog, Teil II: Tafeln (= Internationale Archäologie. Band 56). zugleich Dissertation Universität München 1997. Leidorf, Rahden/Westfalen 1999, ISBN 3-89646-328-4.